# Friedrichsaue (Zierenberg)
Friedrichsaue ist ein Weiler der Stadt Zierenberg im nordhessischen Landkreis Kassel.

## Geographische Lage
Friedrichsaue liegt im Norden des zum Habichtswälder Bergland gehörenden Naturraums Zierenberger Grund und im Naturpark Habichtswald – etwa 2 km nordwestlich der Zierenberger Kernstadt und knapp 3 km (je Luftlinie) ostnordöstlich von Oberelsungen. Es erstreckt sich auf dem unteren Nordnordosthang von Großem (568,7 m) und Kleinem Gudenberg (531,8 m) auf Höhen von etwa 274 bis 307 m ü. NHN; auf den Bergen befinden sich die Überbleibsel der Burg Großer Gudenberg und Burg Kleiner Gudenberg. Nach Norden und Nordosten fällt die Landschaft in das niedere Tal des 3,4 km langen Landwehrgrabens ab, der vom Nordwesthang des Kleinen Gudenbergs kommt und beim Zierenberger Hof Rangen in die Warme mündet; gespeist wird dieser Bach von einem 1 km langen Zufluss, der auf dem Nordosthang des Kleinen Gudenbergs entspringt, Friedrichsaue westlich passiert und nordnordwestlich des Weilers mündet. Jenseits des Landwehrgrabens liegt im Norden der Falkenberg (361,6 m) mit Resten der Burg Falkenberg. Etwa 900 m ostsüdöstlich des Weilers steht die Zierenberger Warte.

## Geschichte und Einwohnerentwicklung
Erstmals erwähnt wurde Friedrichsaue im Jahr 1777, als es unter Landgraf Friedrich II. als Kolonie angelegt wurde. 1779 hatte es 10 Haushaltungen und 1895 lebten dort 53 Einwohner. Derzeit sind 39 Einwohner gemeldet.

## Persönlichkeiten
1957 lebte Mark von Wietersheim (1897–1969; deutscher Landwirt, Gutsbesitzer und Politiker) als Landrat a. D. in Friedrichsaue.

## Verkehr und Wandern
Unmittelbar südsüdwestlich von Friedrichsaue verläuft zwischen Zierenberg und Oberelsungen die Landesstraße 3214. Über an diese Straße anschließende Straßen besteht – durch Ober- und Niederelsungen fahrend – Verbindung zur 6,8 km westnordwestlich des Weilers liegenden Anschlussstelle Breuna der Bundesautobahn 44, die südwestlich des Weilers die L 3214 überbrückt; außerdem ist über die L 3214 und, durch die Kernstadt fahrend, auf der L 3220 und ab Ehlen auf der Bundesstraße 251 die 6,5 km südlich des Weilers gelegene Anschlussstelle Zierenberg der A 44 zu erreichen. Von der L 3214 zweigt auf 306,6 m Höhe in Richtung Nordnordosten die Straße Friedrichsaue ab, die als Stichstraße abwärts durch den Weiler verläuft, dessen Häuser fast ausschließlich westlich der Straße stehen. Zwischen den Haltepunkten Oberelsungen und Zierenberg führt die Bahnstrecke Volkmarsen–Vellmar-Obervellmar durch Friedrichsaue, das aber keinen Haltepunkt hat. Etwa 400 m nordöstlich von Friedrichsaue verläuft der 7,8 km lange Rundwanderweg Zierenberg Z1, der vorbei an der Zierenberger Warte in die Kernstadt führt.